# Роккі
«Роккі» (англ. Rocky) — культовий художній кінофільм виробництва США. При бюджеті в 1 млн доларів «Роккі» став найкасовішим фільмом 1976 року, зібравши загалом близько 225 млн доларів США. Фільм одержав три нагороди «Оскар». Стрічка принесла популярність Сільвестру Сталлоне. На 1 березня 2024 року фільм займав 216-ту позицію у списку 250 найрейтинговіших фільмів за версією IMDb.

## Сюжет
Дія фільму відбувається у 1975 році у невеличкому містечку поблизу Філадельфії. Головний герой — посередній боксер. Сталось так, що чемпіон світу Аполло Крід вирішив провести свій черговий бій у Філадельфії. Незадовго до бою запланований суперник одержав важку травму руки, і Аполло вирішив що бій все ж відбудеться, але з якимось місцевим любителем. Йому сподобалось прізвисько Роккі — «Італійський жеребець», тому чемпіон вибрав саме його.
А тим часом Роккі незграбно намагається познайомитись з Едріан — сором'язливою дівчиною, що працює продавцем у зоомагазині. Поступово вони знаходять спільну мову, а тим часом Роккі дізнається про нагоду, котра йому випала.
Бальбоа розпочинає готуватись під керівництвом Міккі Голдмілла — підстаркуватого тренера, колишнього боксера.
На початку бою Аполло не сприймає суперника серйозно, оскільки вважає, що цей бій — лише шоу, і аматор не становить для нього небезпеки. Але вже в першому раунді Аполло опиняється у нокдауні. Чемпіон починає битись з повною віддачею, але Роккі витримує всі 15 раундів. За оцінками суддів, Аполло зберігає свій титул. Він каже Роккі, що не буде ніякого реваншу, на що той відповідає, що він не хоче реваншу.
У завершальній сцені Роккі признається Едріан у коханні.

## У ролях
| Актор               | Роль           |
| ------------------- | -------------- |
| Сільвестер Сталлоне | Роккі Бальбоа  |
| Талія Шайр          | Едріан Пенніно |
| Берт Янг            | Полі           |
| Карл Везерс         | Аполло Крід    |
| Берджесс Мередіт    | Міккі Голдмілл |
| Тайер Девід         | Єргенс         |
| Джо Спінелл         | Гаццо          |
| Джиммі Гамбіна      | Майк           |

## Цікаві факти
- Стрічку зняли за 28 днів.
- Сцену поєдинку знімали у зворотному порядку, починаючи з 15 раунду. Це пояснюється тим, що в останньому раунді обидва боксери були найбільш загримовані, а в процесі знімання грим знімали, повертаючи обличчям природний вигляд.
- В першій сцені поєдинку чітко видно, що кулаки Роккі не торкаються Аполло.